# Aa!
Aa! és un grup japonès de J-Pop, creat el 2003 i format per dos membres de °C-ute i un de Morning Musume. Actualment el grup està inactiu.
| Past members | Reina Tanaka (2003-2004) Akari Saho (2009-2011) Miyabi Natsuyaki (2003-2015) Airi Suzuki (2003-2017) |

## Discografia

### Singles
- Frist Kiss - 29 d'octubre de 2003